# Víctor Balaguer
Víctor Balaguer (Barcelona, 24 maart 1921 - aldaar, 17 april 1984) was een Spaans zanger.

## Biografie
Balaguer is vooral bekend vanwege zijn deelname aan het Eurovisiesongfestival 1962, dat gehouden werd in de Luxemburgse hoofdstad Luxemburg. Met het nummer Llámame eindigde hij op de laatste plek. Een jaar eerder had hij ook zijn kans gewaagd in de Spaanse preselectie voor het Eurovisiesongfestival, maar hij eindigde op de tweede plek. Na zijn passage op het Eurovisiesongfestival ging hij zich concentreren op zijn Catalaanstalige repertoire. Hij stierf in 1984 aan darmkanker.
1961: Conchita Bautista · 
1962: Víctor Balaguer · 
1963: José Guardiola · 
1964: Tim, Nelly & Tony · 
1965: Conchita Bautista · 
1966: Raphael · 
1967: Raphael · 
1968: Massiel · 
1969: Salomé · 
1970: Julio Iglesias · 
1971: Karina · 
1972: Jaime Morey · 
1973: Mocedades · 
1974: Peret · 
1975: Sergio & Estíbaliz · 
1976: Braulio · 
1977: Micky · 
1978: José Vélez · 
1979: Betty Missiego · 
1980: Trigo Limpio · 
1981: Bacchelli · 
1982: Lucía · 
1983: Remedios Amaya · 
1984: Bravo · 
1985: Paloma San Basilio · 
1986: Cadillac · 
1987: Patricia Kraus · 
1988: La Década · 
1989: Nina · 
1990: Azúcar Moreno · 
1991: Sergio Dalma · 
1992: Serafín Zubiri · 
1993: Eva Santamaría · 
1994: Alejandro Abad · 
1995: Anabel Conde · 
1996: Antonio Carbonell · 
1997: Marcos Llunas · 
1998: Mikel Herzog · 
1999: Lydia · 
2000: Serafín Zubiri · 
2001: David Civera · 
2002: Rosa · 
2003: Beth · 
2004: Ramón · 
2005: Son de Sol · 
2006: Las Ketchup · 
2007: D'Nash · 
2008: Rodolfo Chikilicuatre · 
2009: Soraya · 
2010: Daniel Diges · 
2011: Lucía Pérez · 
2012: Pastora Soler · 
2013: El Sueño de Morfeo · 
2014: Ruth Lorenzo · 
2015: Edurne · 
2016: Barei · 
2017: Manel Navarro · 
2018: Alfred & Amaia · 
2019: Miki · 
2021: Blas Cantó · 
2022: Chanel · 
2023: Blanca Paloma · 
2024: Nebulossa · 
2025: Melody
- Biblioteca Nacional de España: XX1727068
- Gemeinsame Normdatei: 1198573953
- International Standard Name Identifier: 0000 0004 0754 7850
- MusicBrainz: d2912b13-7fa2-44bc-943f-bda64e947e2e
- Virtual International Authority File: 87496974
- WorldCat: E39PBJmtCGtP96Kgq8rdxrbjmd